# Quinto
Quinto (německy zastarale Quint im Livinental) je obec ve švýcarském kantonu Ticino, okresu Leventina. Nachází se v nejsevernější části kantonu Ticino, v údolí Valle Leventina. Žije zde přibližně 1 000 obyvatel.
Ke Quintu patří vesnice Ambrì, Piotta, Scruengo, Varenzo, Ronco, Deggio, Catto, Lurengo a Altanca.

## Geografie

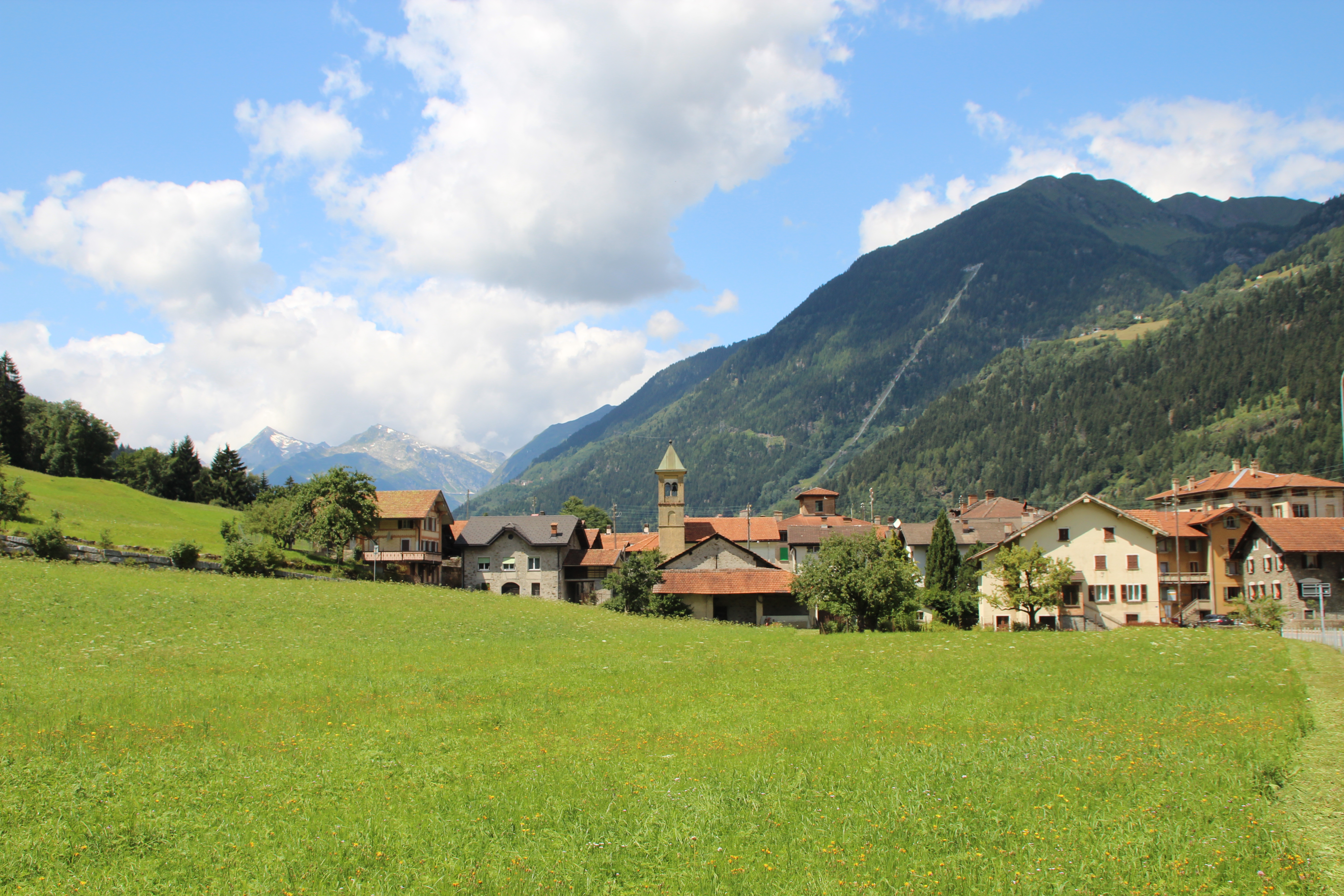
Ambrì

Obec Quinto leží mírně nad dnem údolí na levém svahu údolí Valle Leventina v nadmořské výšce 1011 metrů. Většina obyvatel obce Quinto žije ve vesnicích (místních částech) Ambrì a Piotta na dně údolí na pravé straně údolí.
Na levé straně údolí se na slunných terasách nacházejí vesnice Altanca, Ronco (Quinto), Deggio, San Martino, Catto a Lurengo, které protíná silnice Strada Alta a které rovněž patří k obci Quinto. Tyto vesnice jsou však z velké části téměř vylidněné a žije v nich jen několik málo obyvatel, především seniorů a horských zemědělců. V letních měsících se do malých horských vesniček Quinto vrací život, protože staré domy slouží především jako rekreační domy. K obci patří také osady Scruengo a Varenzo, které stejně jako samotná obec Quinto leží na levém břehu řeky Ticino.
Spolu s obcemi Prato (Leventina) a Dalpe tvoří Quinto okrsek Quinto.
K obci Quinto patří také většina údolí Val Cadlimo, kterým protéká řeka Medelský Rýn. Quinto je tak spolu se sousední obcí Blenio, která zahrnuje malou část údolí Val Cadlimo na jižním konci Lai da Sontga Maria, a obcí Airolo s podílem na horním toku řeky Reuss jedinou obcí v kantonu Ticino, jejíž část území se nachází v povodí Rýna.
Sousedními obcemi jsou Airolo, Faido, Lavizzara, Blenio a Tujetsch a Medel (Lucmagn) v kantonu Graubünden.

## Historie

Piotta; na leteckém snímku z roku 1964 je vlevo nahoře patrná ranvej vojenského letiště

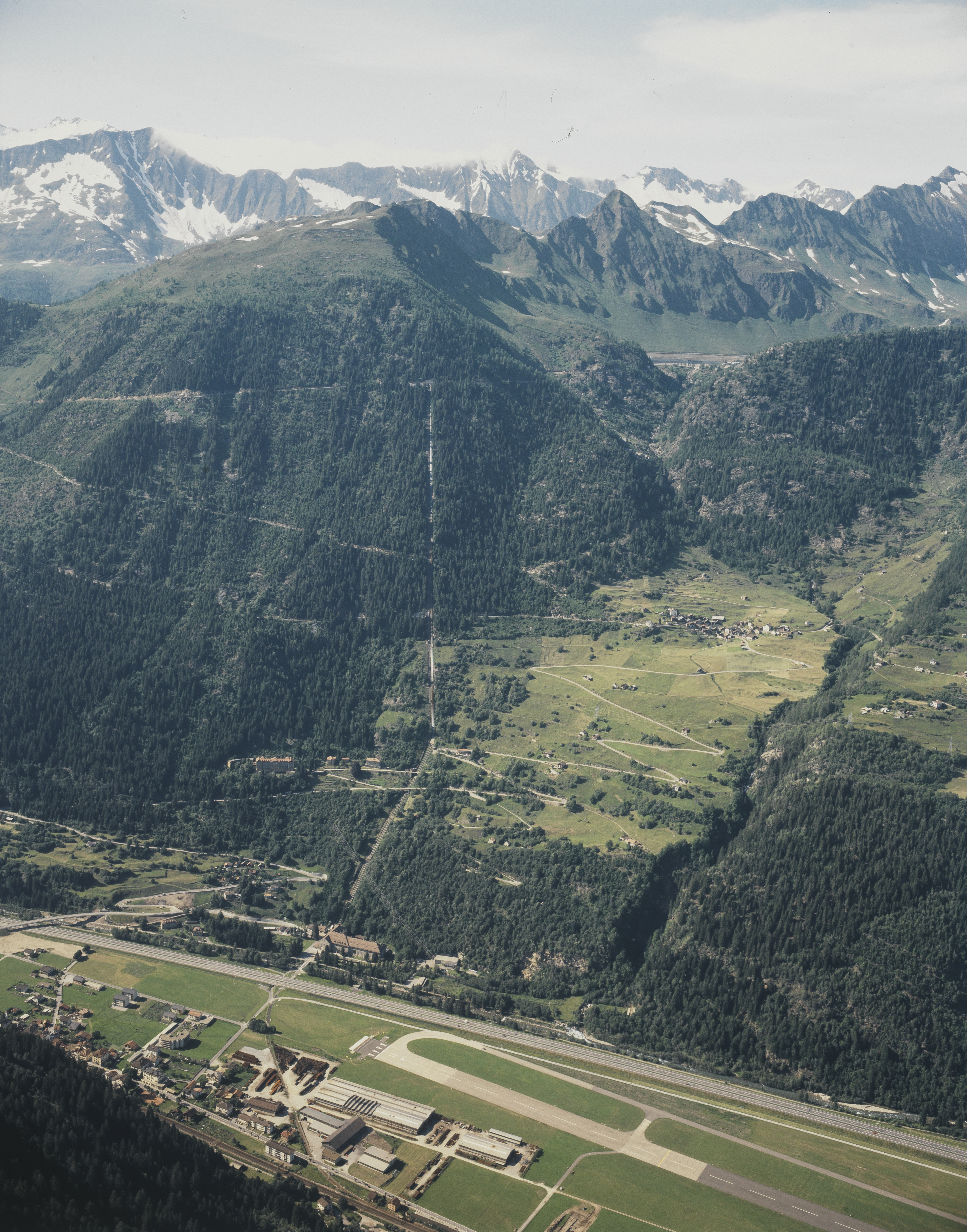
Pohled do údolí

První zmínka o obci pochází z roku 1227 pod stejným názvem Quinto. Již v roce 1311 je v Quintu zmiňován cech hempšírů. Původní vikariát byl rozdělen na několik okrsků, tzv. degagnií; dochovaly se ty z roku 1408.
Vesnice patřila do vlastnictví rodu Intus Montem (1371). Již v roce 1311 je v Quintu zmiňován cech řemeslníků, kteří byli rozdělováni podle degagne podle seznamu, jenž se měnil každé tři roky, a měli monopol na přepravu zboží. Původně Quinto patřilo k farnosti Biasca, od níž se oddělilo před 12. stoletím. Farní kostel Santi Pietro e Paolo, poprvé zmiňovaný v roce 1227, pochází z 8.-9. století. Románská budova, která byla několikrát rozšířena, byla v roce 1681 kompletně přestavěna. 
Když konfederáti v roce 1331 poprvé vstoupili do Leventiny, Quinto bylo vypleněno a vypáleno. V bitvě u Marignana padlo 14 vojáků z vesnice. Za nadvlády kantonu Uri byla vesnice sídlem odvolacího soudu pro horní část údolí. V roce 1799 vypuklo v Quintu povstání proti Francouzům a Helvétské republice; obyvatelé se zmocnili zavazadel generála Clauda-Jacquese Lecourba, za což byla obec přísně pokutována a její kostel a několik domů bylo francouzskými vojáky vypleněno.
V Quintu dlouho převládalo zemědělství, lesnictví, chov dobytka, zejména skotu, a mlékárenství; v roce 1896 bylo otevřeno první sýrařské družstvo. Otevření Gotthardské dráhy v roce 1882, odvodnění nížiny v okolí Ambrì  dokončené kolem roku 1910 a výstavba dálnice A2, dokončená v letech 1982–1983, podpořily hospodářský rozvoj Quinta. V letech 1905–1962 bylo v provozu dnes již uzavřené kantonální sanatorium Piotta a v letech 1940–1994 vojenské letiště Ambrì. V roce 1920 byla na síť napojena elektrárna Ritom Švýcarských spolkových drah (SBB), k níž vede strmá lanová dráha vybudovaná pro provozní účely. Během hospodářského růstu v 50. až 70. letech 20. století se zde usadila řada velkých řemeslných a průmyslových podniků, především v oblasti kovovýroby, elektroniky, dřevařství a truhlářství. Od 80. let 20. století přetrvává krize. Hokejový klub HC Ambrì-Piotta, založený v roce 1937, stále hraje důležitou roli v ekonomice regionu. Od roku 1989 se v Quintu nachází Centrum alpské biologie na hoře Alp Piora, která je známá také jako výletní místo a díky sýrům.

## Obyvatelstvo
| Rok            | 1639 | 1745 | 1850 | 1900 | 1950 | 1970 | 1980 | 1990 | 2000 | 2010 | 2020 |
| Počet obyvatel | 608  | 1099 | 1382 | 1221 | 1245 | 1490 | 1391 | 1118 | 1057 | 1006 | 995  |

Údolí Leventina je jednou z italsky mluvících oblastí Švýcarska. Převážná většina obyvatel obce proto hovoří italsky.

## Doprava

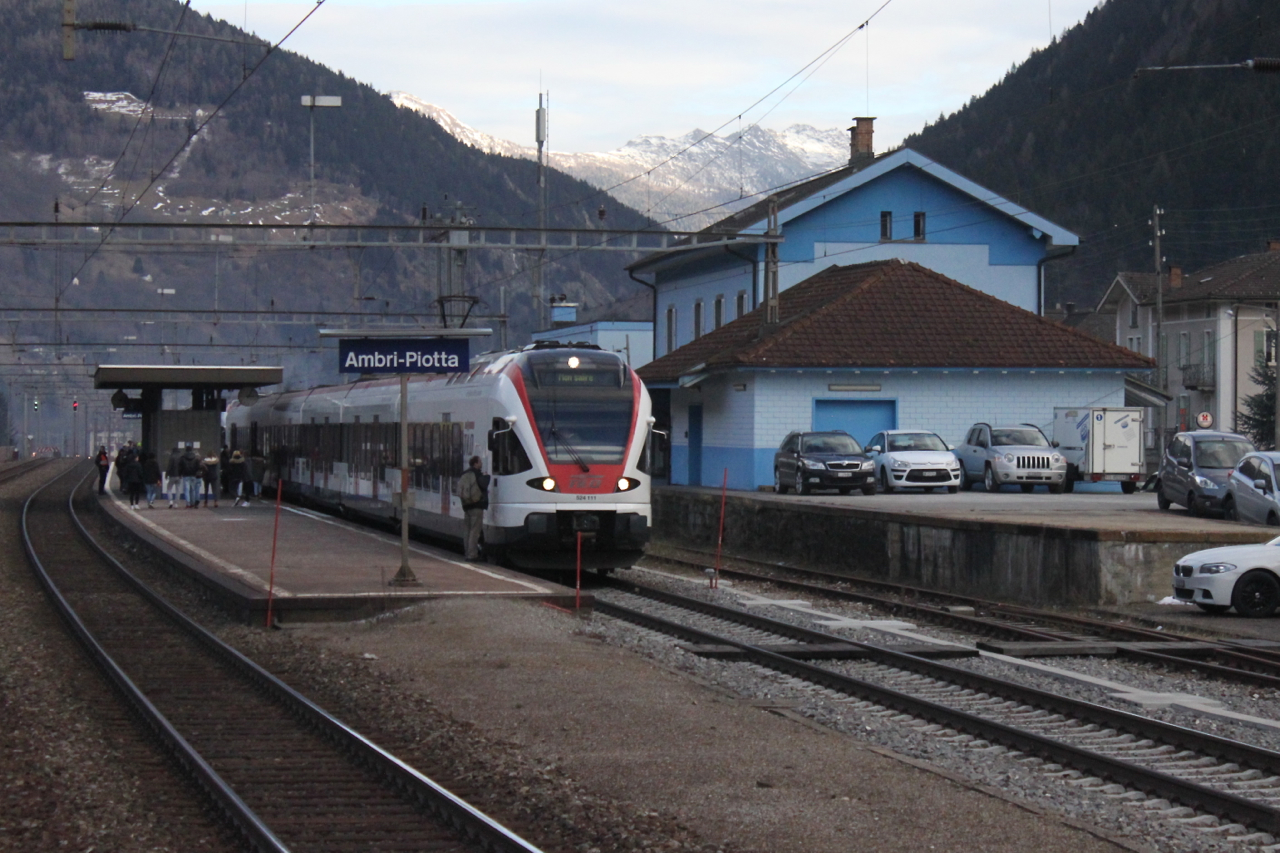
Osobní vlak ve stanici Ambrì-Piotta

Trasa Gotthardského průsmyku prochází územím dnešní obce Quinto již od římských dob. Důležitost této trasy však vzrostla až od roku 1220 díky dobytí soutěsky Schöllenen na severu průsmyku.
Územím obce prochází dnešní hlavní silnice č. 2 a od roku 1980 také dálnice A2. Dálnice je u obce Quinto zahloubena, aby nenarušovala ráz krajiny. Na východním okraji obce se nachází dálniční křižovatka Quinto.
Kromě toho obcí prochází horská trať Gotthardské dráhy se zastávkou Ambrì-Piotta. Zatímco ještě v roce 1882 na nádraží zastavovalo 9 ze 14 vlaků, od 80. let 20. století až do 10. prosince 2016 zde nezastavoval žádný rychlík a regionální vlaky jezdily pouze dvakrát denně. Po otevření Gotthardského úpatního tunelu v roce 2016, který původní trať údolím Leventina obchází, jezdí po tomto úseku již pouze regionální vlaky. Místní dopravu zajišťují žluté autobusy Postauto.
Na planině před vesnicemi Ambrì a Piotta se od druhé světové války nachází letiště Ambrì. Do roku 1994 byl používán švýcarským letectvem, poté pro civilní účely. Piotta je údolní stanicí lanové dráhy Ritom, která spojuje údolí s vysokohorskou a turistickou oblastí Val Piora.

## Sport
Ambrì a Piotta jsou na celostátní úrovni známé díky  hokejovému klubu HC Ambrì-Piotta (HCAP), založenému v roce 1937, který hraje národní ligu A. Nový stadion Nuova Valascia, zvaný také Gotthard Arena, na kterém klub sehrává své domácí zápasy, má kapacitu 6 775 diváků a byl otevřen v roce 2021.

## Osobnosti
- Carla Juriová (* 1985), švýcarská herečka, vyrůstala v místní části Ambrì
- El Lisickij (1890–1941), ruský výtvarný umělec, v obci bydlel mezi lety 1921–1925